# 윈도우 템플릿 라이브러리
윈도우 템플릿 라이브러리(Windows Template Library, WTL)는 자유 소프트웨어, 객체 지향 C++ 라이브러리로 Win32 개발에 사용된다. WTL은 마이크로소프트 직원인 네나드 스테파노비치(Nenad Stefanovic)가 내부 용도로 만들었으며, 나중에 비주얼 스튜디오와 Win32 프레임워크 SDK의 미지원 애드온으로 출시되었다. 주로 마이크로소프트 파운데이션 클래스 라이브러리에 대한 경량 대안으로 개발되었으며, COM 및 액티브X 라이브러리 생성에 널리 사용되는 또 다른 경량 API인 마이크로소프트의 ATL을 기반으로 한다.

## 개요
WTL은 프레임 및 팝업 창부터 MDI, 표준 및 공용 컨트롤, 공용 대화 상자, 속성 시트 및 페이지, GDI 객체, 그리고 스크롤 가능한 창, 분할 창, 도구 모음 및 명령 모음과 같은 기타 공용 UI 요소에 이르기까지 다양한 사용자 인터페이스 요소 구현을 지원한다. WTL의 주요 목표는 개발자에게 더 높은 수준의 유연한 객체 모델을 제공하면서 "직접적인" SDK 프로그램과 크기 및 속도가 유사한 작고 효율적인 코드를 제공하는 것이다. MFC의 CString과 구문 호환되는 문자열 래퍼 및 일부 템플릿화된 컬렉션과 같은 다른 클래스도 포함되어 있다.
대부분의 WTL API는 표준 Win32 호출을 반영하므로 인터페이스는 대부분의 윈도우 프로그래머에게 친숙하다. 마이크로소프트의 공식 문서는 없지만, WTL 문서화 프로젝트는 라이브러리에 대한 포괄적인 참조를 만들려고 노력하고 있다. WTL은 마이크로소프트 제품 지원 서비스에서 지원되지 않는다.

## 라이선싱
WTL은 템플릿 라이브러리이며 코드 기반이지만, 원래 라이선스는 MFC 소스 코드에 사용된 것과 유사했으며, 사용 또는 배포 제한은 없었다. 2004년 마이크로소프트는 전체 소스 코드를 커먼 퍼블릭 라이선스 하에 소스포지를 통해 배포했다. 9.1 버전부터는 마이크로소프트 퍼블릭 라이선스로 라이선스가 부여된다.

## 같이 보기
- 액티브 템플릿 라이브러리
- 마이크로소프트 파운데이션 클래스 라이브러리
- 비주얼 컴포넌트 라이브러리
- 오브젝트 윈도우 라이브러리
- 윈도루 런타임 라이브러리